# Serebrianka (Krasnodar)
Serebrianka (del ruso: Серебрянка) es un jútor del raión de Kushchóvskaya del krai de Krasnodar, en Rusia. Está situado en las llanuras de Kubán-Priazov, junto al límite del óblast de Rostov, en la orilla izquierda del río Rososh, tributario del Elbuzd, de la cuenca del Kagalnik, frente a Chisti Ruchei, 40 km al nordeste de Kushchóvskaya y 206 km al norte de Krasnodar, la capital del krai. Tenía 103 habitantes en 2010
Pertenece al municipio Poltavchenskoye.